# Ким, Римма Ивановна
Римма Ивановна Ким (1 января 1946; Верхнечирчикский район, Ташкентская область, Узбекская ССР, СССР) — советская и казахстанская танцовщица

 корейского происхождения, балетмейстер

, педагог. Народная артистка Казахстана (1995), заслуженная артистка Казахская ССР (1982).
Главный балетмейстер Государственного Корейского театра музыкальной комедии (1968—2008). Создатель и руководитель ансамбля «Бидульги» («Голубки») (с 1988 года).

## Биография
Родилась 1 января 1946 года в колхозе Политотдел Верх-Ширшыкского района Ташкентской области Узбекской ССР.
В 1964 году после окончания Ташкентского хореографического училища была направлена в Государственный ансамбль народного танца Узбекской ССР «Бахор».
В 1968 году казахстанская балерина, народная артистка Казахской ССР, Лидия Демьяновна Чернышёва пригласила на работу в Государственный ансамбль песни и танца Казахской ССР.
В 1983 году окончила балетмейстерский факультет Московского Государственного института театрального искусства имени А.В Луначарского (ГИТИС) по специальности режиссёр-постановщик.
С 1968 по 2008 год — солистка балета, балетмейстер, главный балетмейстер Государственного академического корейского театра музыкальной комедии. (г. Алма-Ата);
В 1988 году создала и стала художественным руководителем Корейского ансамбля танца «Бидульги», ансамбль успешно выступал не только в СНГ, но и за рубежом.
Римма Ким вместе с коллективом Государственного корейского театра гастролировала в Корее, КНДР, Китае, Японии, России, США и многих других зарубежных странах.

## Творчество
Поставила более 50 танцев в различных постановках театра. Исполнила более 50 танцевальных партий в различных постановках театра.
Постановочные работы: В качестве хореографа-постановщика
Государственный академический корейский театр музыкальной комедии:
- Спектакль «Сказание о девушке Чун Хян»
- Спектакль «Сказание о девушке Сим Чён»
- Спектакль «Сказание о янбане»
- Спектакль «Сказание о зайце»
- Танец «Пучечум» (танец с веерами)
- Танец «Согочум» (танец с барабанами сого)
- Танец «Букчум» (танец с барабанами бук)
- Танец «Кхальчум» (танец с ножами)
- Танец «Хамбальчум» (танец с колокольчиками хамбаль)
- Танец «Муданчум» (шаманский танец)
- Танец «Сальпхури» (танец с шарфами)
- Танец «Испанский»
- Танец «Пробуждение» и др.

## Награды и звания
- 1970 — Медаль «В ознаменование 100-летия со дня рождения Владимира Ильича Ленина»;
- 1982 — присвоено почётное звание «Заслуженная артистка Казахская ССР» — за заслуги в танцевальном искусстве.;
- 1986 (7 октября) — Награждена Почётной грамотой Верховного Совета Казахской ССР;
- 1988 — Медаль «Ветеран труда»;
- 1992 — Почётная грамота Министерства культуры Республики Казахстан;
- 1995 (31 августа) — Указом президента РК присвоено почётное звание «Народная артистка Казахстана» — за высокое исполнительское мастерство и выдающийся труд в Национальном танцевальном искусстве.;
- 2001 (30 июня) — Награждена Благодарственным письмом Президента Республики Корея Ким Дэ Чжуна;
- 2011 — Почётная грамота Ассамблеи народа Казахстана;
- 2020 — Государственная стипендия Президента Республики Казахстан в области культуры и искусства.